# ラジカン
ラジカンは、大陽工業が発売していたラジコンである。定価3,480円。

## 概要
1998年に発売。本体のプラスチックケースが缶飲料の様な筒形をしているのが特徴である。値段も手ごろで改造用のオプションを用意する事で改造も可能だった事から多くのラジコン初心者から人気を博していた。トイラジコンとしては車種が非常に豊富で大小の普通車を始め、バスや映画に登場した車両さえあった。カタログ上のサイズは1/32と小型で使用電池も単三が四本（車体2本、コントローラー2本)と手軽で、一部を除いたミニ四駆用のモーターがそのまま使えてしまうという特徴から改造が流行した。クオリティの高いボディ造型によりコレクション性も高かった点からトイラジコンブームの1つの形を築いた。現在はラジカン倶楽部とラジカンノスタルジックカーコレクション（どちらも定価2,604円）が後継シリーズとして発売されており、小型化した新シリーズにはマイクロラジカンとラジカンプレミアムミニ（どちらも定価1,890円）が発売されている。

### 旧型と現行型の違い
- ラジカン倶楽部以降は使用周波数が2種類（旧型初期には3種類あったが、電波法の改正により2種類へと変更）から6種類へと増加した。
- ラジカン倶楽部ではパッケージとコントローラーのデザインが変わった。ケースが積み重ねや連結が出来る形状に変わり、コントローラーのボタンが実車のペダルとハンドルをモチーフにしたデザインに変更された。（ラジカンノスタルジックカーコレクションでは旧デザインの色違いとなる）
- 旧型は小回りが利く点も特徴であったが、現行型では旧型に比べステアリング可能な角度が半分程にまで落とされている。（恐らく旧型でスピンしやすいとの苦情が多かった為か、もしくはステアリングシステムが電磁コイル式の為、何度かステアリングする内にリード線が切れてしまうという構造上の持病を少しでも低減する為かと思われる。）
- リアホイールシャフトがシーソー式に可動する様になった。（これはサスペンションと誤解されやすいのだが、誤認である為、注意。反発力は全く無い為、サスペンションの機能は無い。）これは直進性が悪い点をサスペンションと勘違いした者少しでも軽減させる為の苦肉の策であるかと思われるが、これによって駆動抵抗や騒音が増した等デメリットもある。
- 旧型のボディ素材が有色であったのに対し、現行型ではクリアスモークの素材で出来ている。